# 더리터
더리터(The Liter)는 주식회사 희천의 저가 커피 체인점이다. 본사는 부산광역시 부산진구 중앙대로 950, 8층에 위치하고 있다.

## 주요 연혁
- 2015년 11월 16일: 부산광역시 금정구 금강로 751에서 주식회사 더 설립. 한정수 대표이사 취임.
- 2016년 9월 10일: 본점을 부산광역시 금정구 중앙대로 1925로 이전.
- 2018년 9월 18일: 한정수 대표이사 사임. 김나미, 김대환 공동대표이사 취임. (2인 공동대표이사)
- 2019년 8월 12일: 본점을 현 위치인 부산광역시 부산진구 중앙대로 950으로 이전.
- 2020년 3월 27일: 한정수 공동대표이사 취임. (3인 공동대표이사)
- 2020년 5월 12일: 회사 명칭을 주식회사 더에서 현 명칭인 주식회사 희천으로 변경.
- 2021년 1월 29일: 부산광역시 남구 유엔로 207에 혁신센터(지점) 설치.

## 매장 지역
2024년 기준 438호점

## 본점 및 지점 현황
- 본점: 부산광역시 부산진구 중앙대로 950 (양정동)
- 혁신센터: 부산광역시 남구 유엔로 207 (대연동)